# Jari Sarasvuo

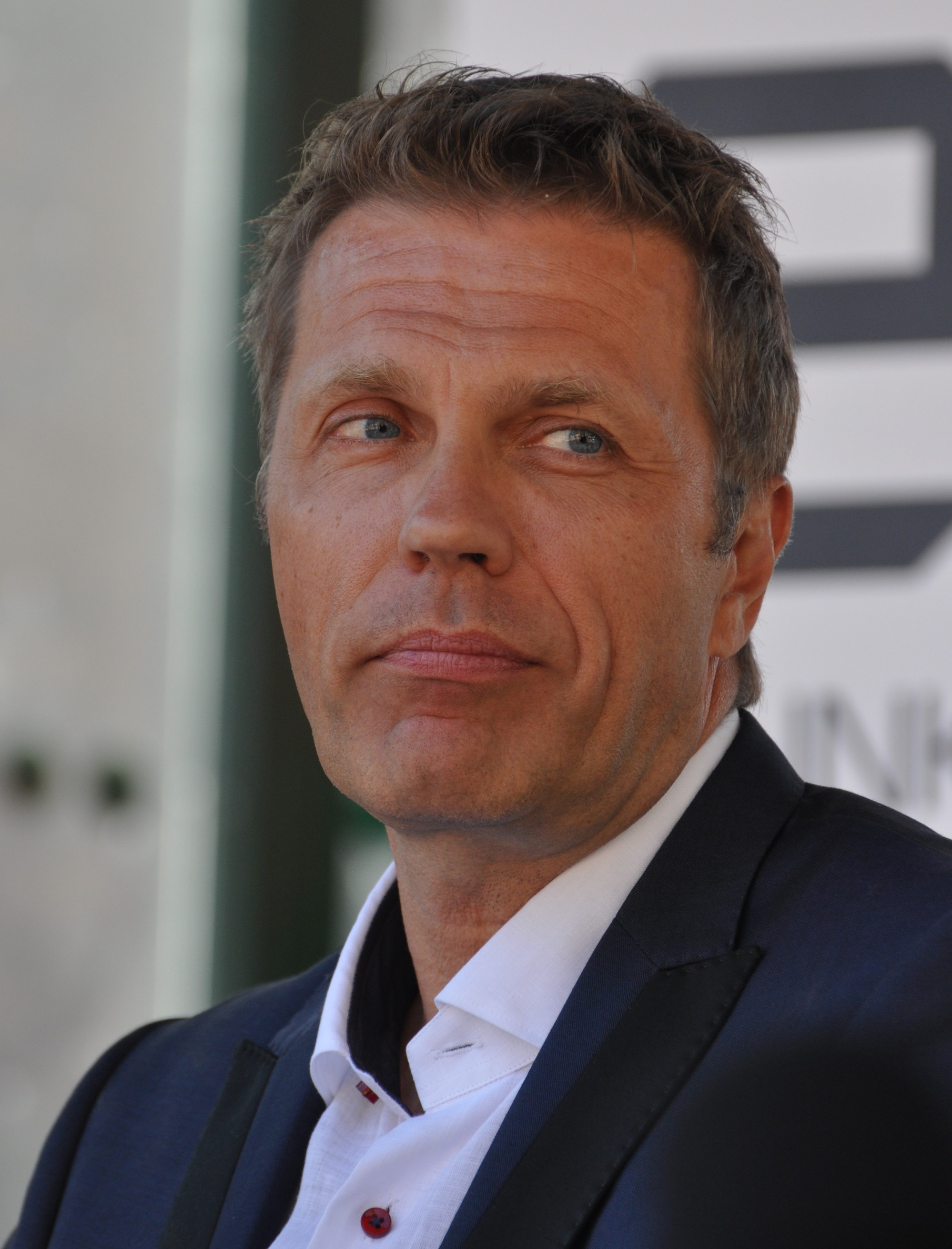
Jari Sarasvuo.

Jari Johannes Sarasvuo, född 12 juni 1965 i S:t Karins, är en finländsk företagare, konsult och författare. Han är gift med Virpi Sarasvuo.
Sarasvuo, som har gjort en framgångsrik och omdebatterad karriär som föreläsare och företagskonsult, blev känd för en större allmänhet som redaktör för programmet Hyvät, pahat ja rumat i MTV3 1991–1995. Därförinnan (1990) hade han tillsammans med kompanjoner grundat det så småningom på företagskonsultering koncentrerade företaget Writers Studio, som sedan 1998 heter Trainers House; han var bolagets verkställande direktör 1990–1998 och är sedan 1998 ordförande i styrelsen. Hans karriär inom tv fortsatte framgångsrikt med programmen Minä ja Sarasvuo 1995–1998 samt under 2005 som kontroversiell "tränare" i reality tv-serien Diili. Han har sedan 1990-talet även framträtt som författare till en rad böcker som tangerar uppbyggandet av framgångsstrategier, bland annat Sisäinen Sankari (1996) och Huomiotalous: Diilin opetukset (2005).